# Anne Pasternak
Anne Pasternak (geboren 1964 in New York City) ist eine US-amerikanische Museumsleiterin.

## Leben
Anne Pasternak studierte Kunstgeschichte und Betriebswirtschaft an der University of Massachusetts Amherst. Sie studierte danach ohne Abschluss am Hunter College.  
Pasternak arbeitete zunächst bei der Stux Gallery in Boston und dann bei Real Art Ways in Hartford (Connecticut). Im Jahr 1993 übernahm sie in New York die Leitung der gemeinnützigen Kunstagentur Creative Time und organisierte eine Vielzahl Ausstellungen, Diskussionsveranstaltungen und Kunstprojekte. Seit 2015 leitet sie das New Yorker Brooklyn Museum.
Pasternak wurde 2018 als Offizier des Ordens des Sterns von Italien ausgezeichnet, sie erhielt die Ehrendoktorwürden des Pratt Institutes und 2013 des Hunter Colleges.
Pasternak heiratete den Künstler Mike Starn, sie haben eine Tochter. 

## Schriften (Auswahl)
- Peter Nesbett: Who cares. talking with Anne Pasternak, Creative Time's director, about art and social responsibility. 2007
- Ruth Peltason (Hrsg.): Creative Time: The Book. New York, NY : Princeton Architectural Press, 2008